# Burgstall Rottenstein
Der Burgstall Rottenstein ist eine abgegangene Spornburg östlich des gleichnamigen Dorfes Rottenstein, einem Gemeindeteil von Aidhausen im unterfränkischen Landkreis Haßberge. Die Veste wurde nach ihrer Zerstörung im Bauernkrieg nicht wieder aufgebaut, und ist heute bis auf den Halsgraben und Geländespuren verschwunden.

## Geografische Lage
Die Ruine befindet sich etwa 440 Meter östlich der Ortsmitte von Rottenstein, im Wald bei 410 m ü. NN auf einem nach Süden gerichteten Bergsporn.
Heute führt ein Wanderweg zur Schwedenschanze, einem frühgeschichtlichen Ringwall mit Aussichtsturm, durch den Halsgraben der ehemaligen Burg. Der Burgplatz selbst wird nur selten besucht.

## Geschichte
Die Burg gehörte ursprünglich den Grafen von Henneberg. Elisabeth von Henneberg war die Gemahlin des Grafen Eberhard von Württemberg, der die Herrschaft 1354 an das Hochstift Würzburg verkaufte. Der Rot(t)enstein diente in der Folge als Sitz des Würzburgischen Amtes Hofheim und Rottenstein, der 1525 während des Bauernkrieges durch die Aufständischen zerstört wurde. Nach der Niederschlagung der Revolte errichteten die Würzburger unterhalb des Burghügels ein neues Amtshaus. Die Burg wurde aufgelassen und als Steinbruch ausgebeutet.
Als Dienstmannen saßen im Mittelalter die Zollner von Rottenstein auf der geräumigen Veste. Konrad Zöllner von Rotenstein, ein Angehöriger dieser wohlhabenden Familie war sogar von 1382 bis 1390 Hochmeister des Deutschen Ordens.

## Beschreibung
Die Burg wurde auf einem nach Süden gerichteten Vorberg der Haßberge angelegt, der an drei Seiten durch die natürlichen Steilabfälle gut geschützt war. Nur nach Norden musste der Burgplatz durch einen zehn Meter breiten und fünf Meter tiefen Halsgraben vom ansteigenden Hinterland geschützt werden. An der West- sowie an der Ostseite des Bergspornes geht dieser in einen Hanggraben über, er ist noch drei Meter breit, an der Südseite sogar noch bis zu sechs Meter, und bis zu 1,5 Meter tief, an seiner Außenseite ist ihm zusätzlich ein Außenwall vorgelegt. An der Südseite mündet in den sechs Meter breiten aber hier stark verflachten Grabenabschnitt möglicherweise eine alte Auffahrt. Als zusätzlichen Schutz wurde an der West- und an der Ostseite ein zweiter kleinerer Hanggraben mit Außenwall auf halber Höhe zwischen dem Burgplateau und dem unteren Graben angelegt.
Die Burgfläche maß etwa 80 mal 50 Meter. Ein Schutthügel in der Mitte der Nordseite der Kernburg deutet auf den Standort eines quadratischen Bergfriedes hin, der mit etwa sechs Meter Seitenlänge eher zu den kleineren Vertretern seines Typs gehört haben dürfte. Im Halsgraben befinden sich noch geringe Mauerreste, aufgehendes Mauerwerk hat sich allerdings nicht erhalten, jedoch zeugen noch einige Sandsteinquader von der verschwundenen Innenbebauung.
Die Wasserversorgung erfolgte vermutlich über eine Zisterne im Burghof und vom „Eselsbrunnen“ am Rennweg.
Das Bayerische Landesamt für Denkmalpflege verzeichnet das Bodendenkmal als mittelalterlichen Burgstall unter der Denkmalnummer D 6-5829-0001.

Burgstall Rottenstein
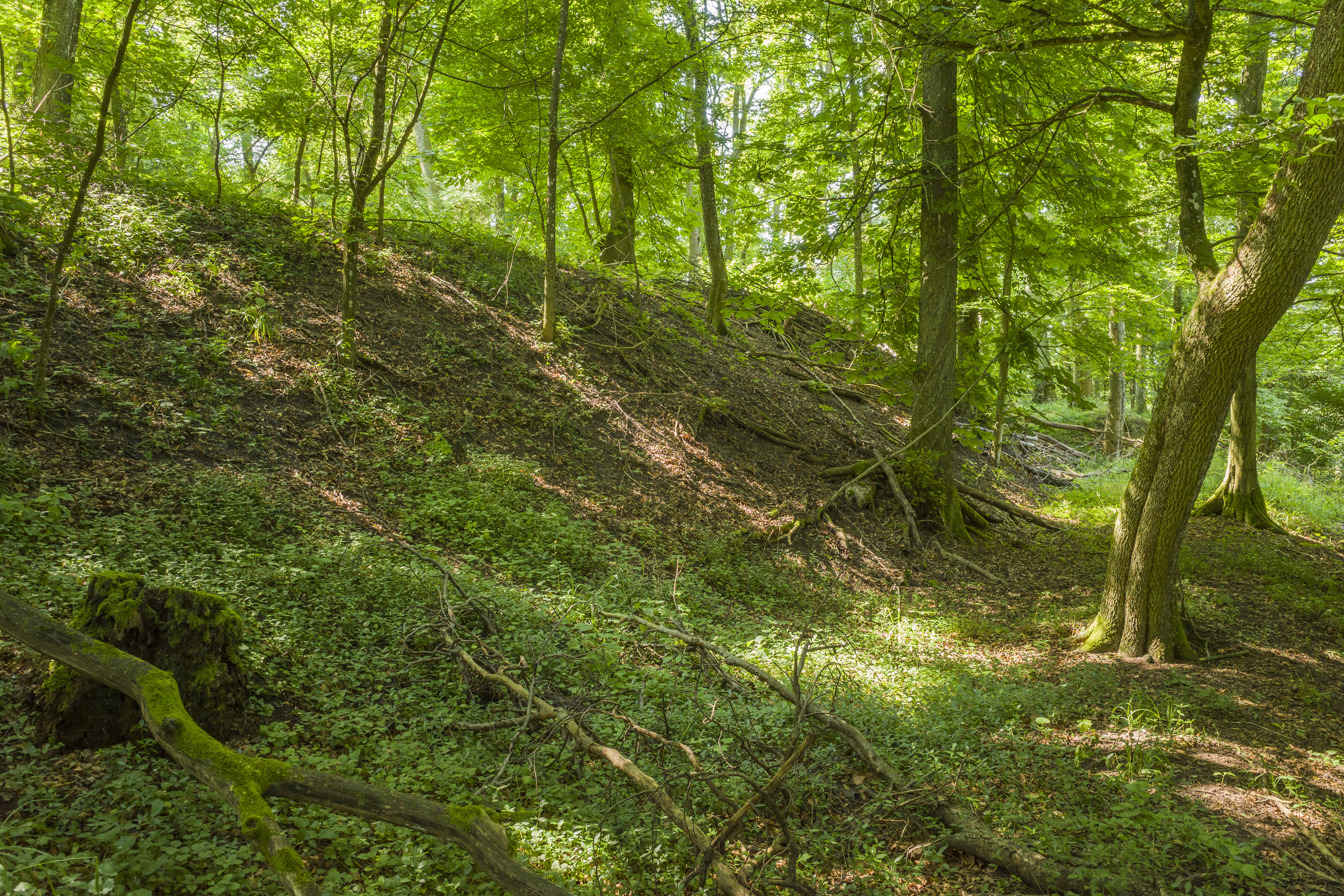
Nordwestlicher Wallgraben
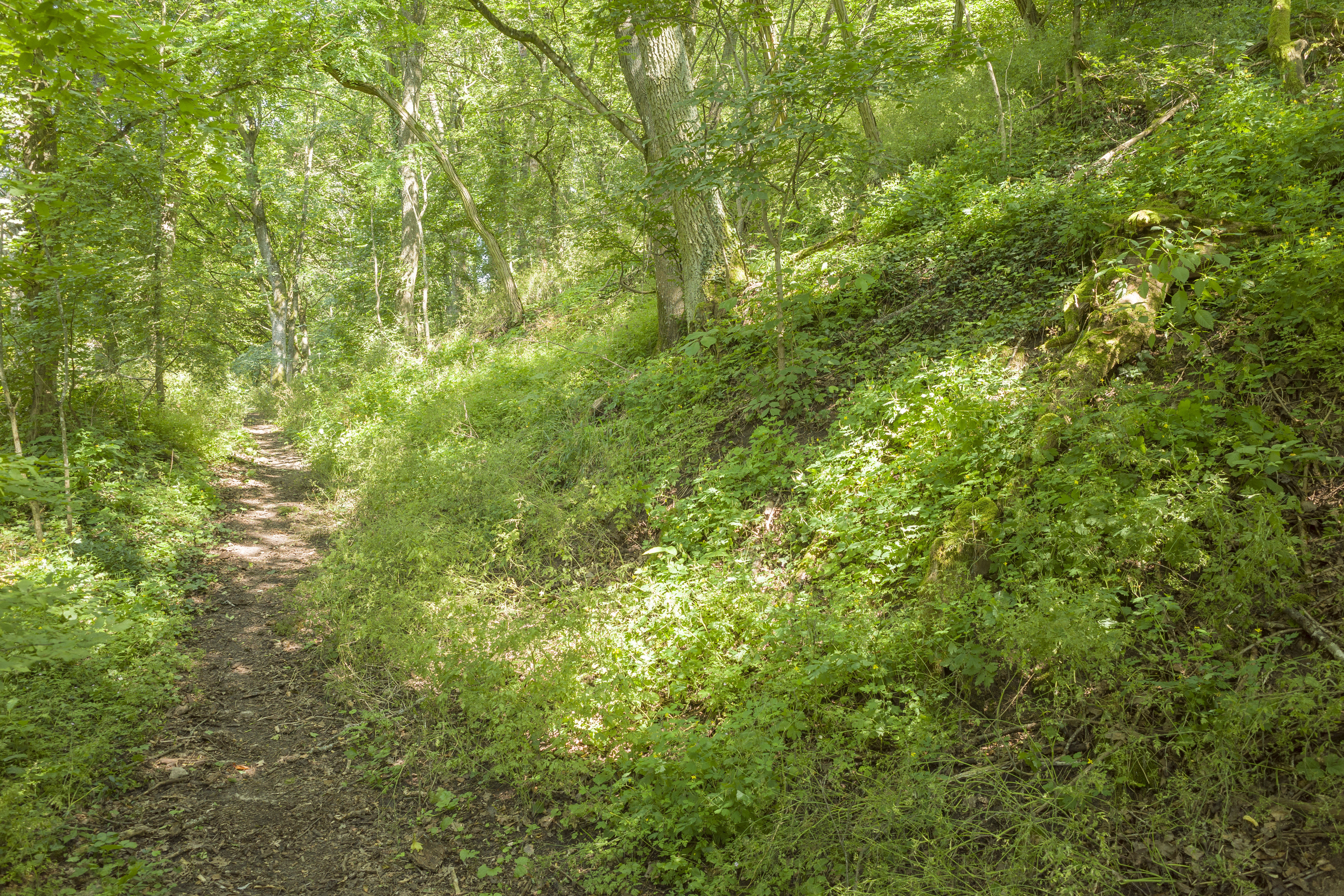
Südspitze
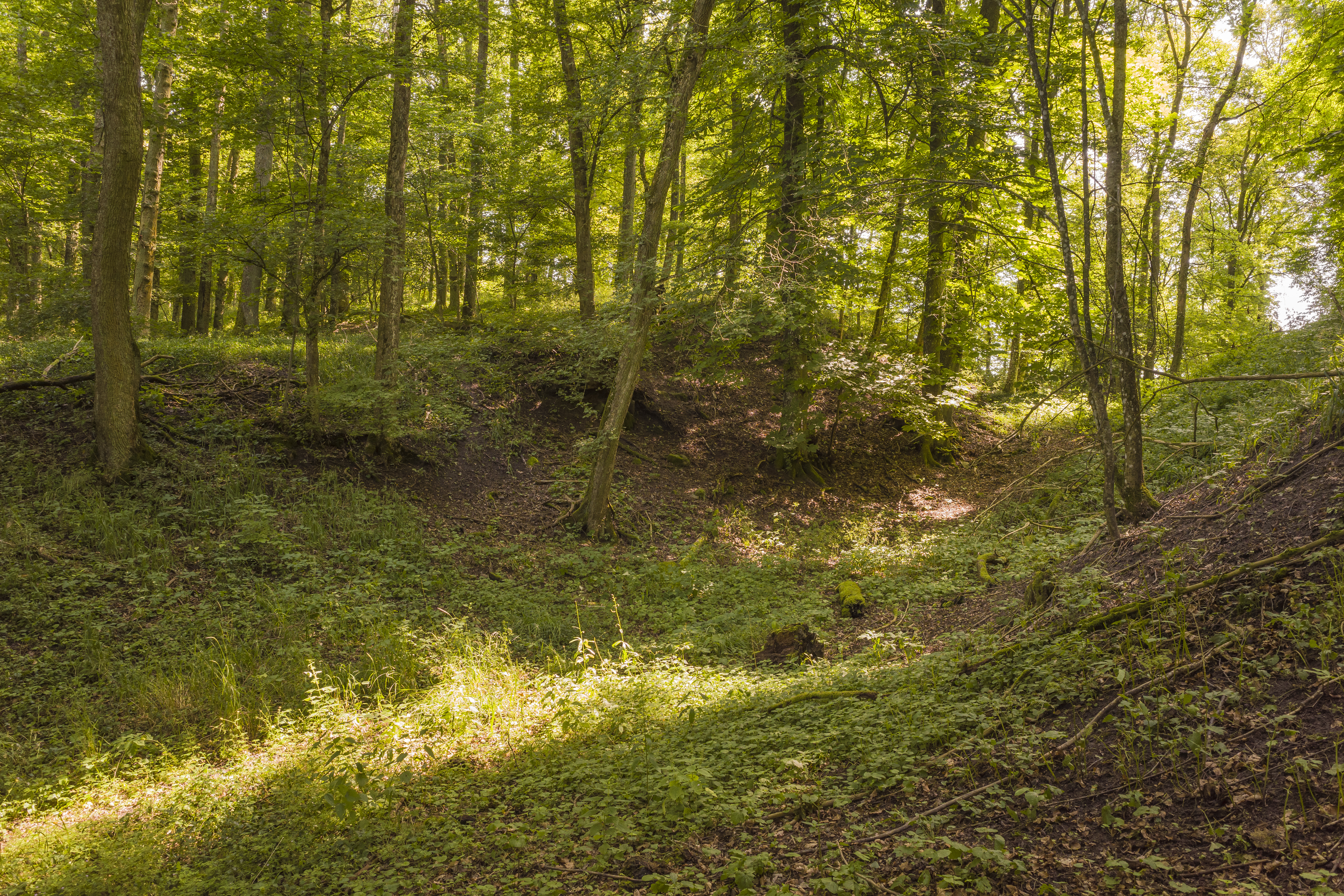
Nördlich des Burgplateaus
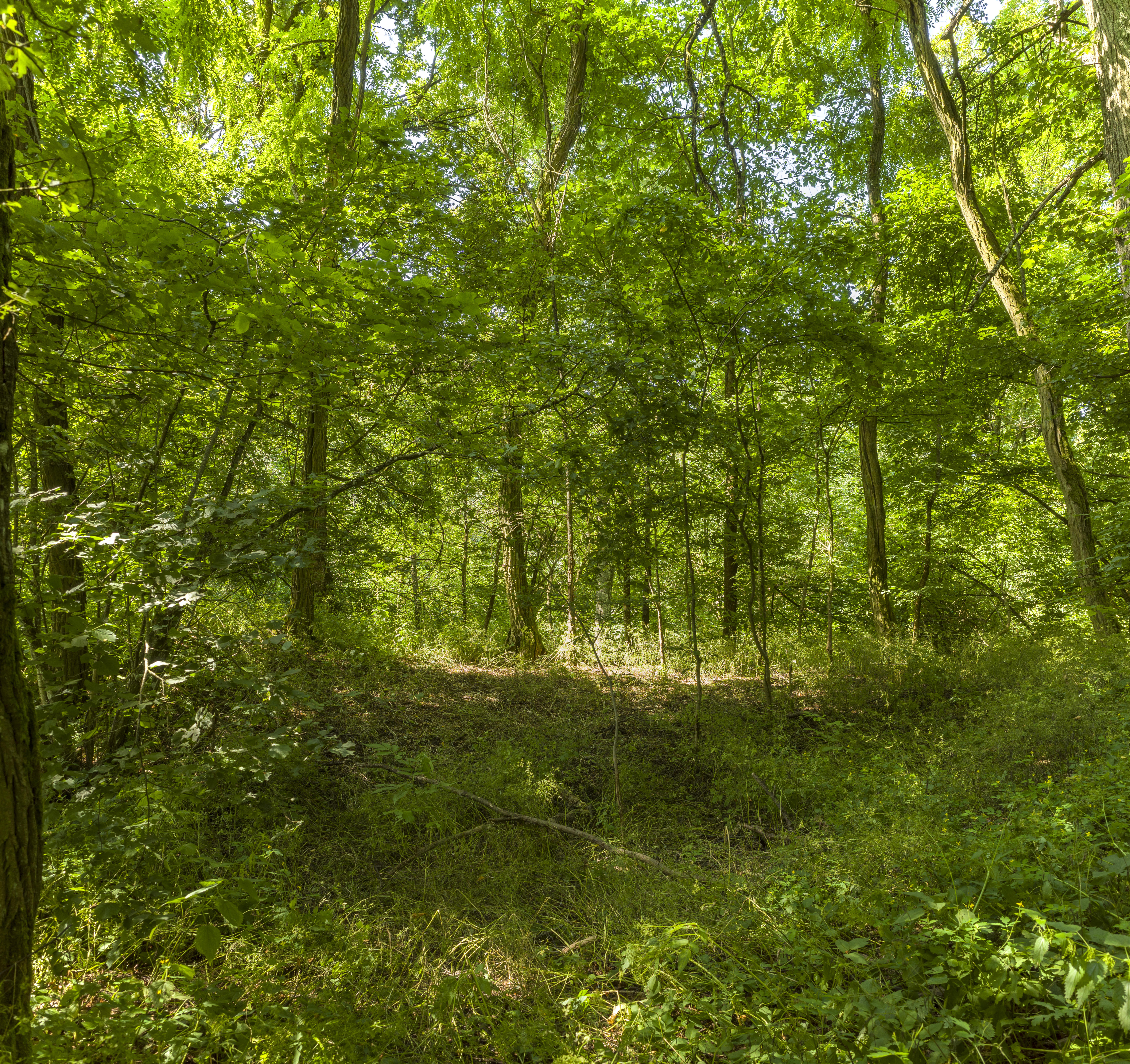
Auf dem Burgplateau
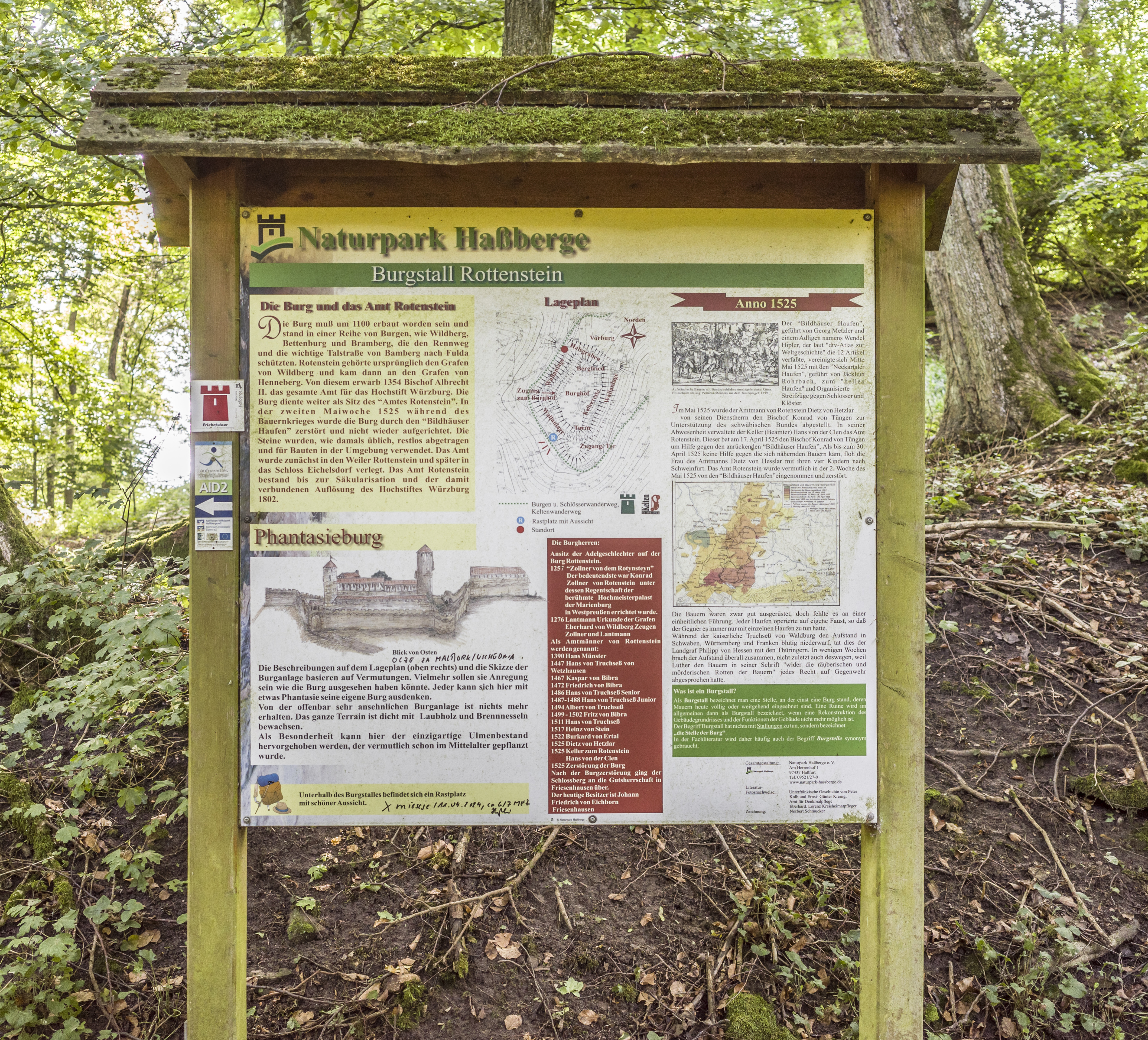
Informationstafel